# Marcel Couttet
Marcel Couttet (* 27. Juli 1912 in Chamonix; † 23. Februar 2002 in Passy) war ein französischer Eishockeyspieler.

## Karriere
Marcel Couttet nahm für die französische Eishockeynationalmannschaft an den Olympischen Winterspielen 1936 in Garmisch-Partenkirchen teil. Auf Vereinsebene spielte er für den Chamonix Hockey Club.